# Passerina pendula
Passerina pendula är en tibastväxtart som beskrevs av Christian Friedrich Frederik Ecklon, Amp; Zeyh. och Carl Daniel Friedrich Meisner. Passerina pendula ingår i släktet Passerina och familjen tibastväxter. Inga underarter finns listade i Catalogue of Life.